# Coalfield
Coalfield – jednostka osadnicza w Stanach Zjednoczonych, w stanie Tennessee, w hrabstwie Morgan.